# Galisteo
Galisteo es un municipio y localidad española de la provincia de Cáceres, en la comunidad autónoma de Extremadura. Encuadrada dentro de la mancomunidad del Alagón y del partido judicial de Plasencia, se trata de una zona muy fértil de regadío desde el embalsamiento de las aguas por el embalse de Gabriel y Galán. El término municipal, con una extensión es de algo más de 65 km², contaba con 985 habitantes (galisteños) en 2017.
La localidad, cuyos orígenes se remontan a las épocas romana y árabe, vivió una gran época de esplendor entre 1229 y 1837, cuando fue la villa capital del Señorío de Galisteo, en cuyo territorio se encontraban aldeas como Pozuelo de Zarzón, Guijo de Galisteo, Montehermoso y Carcaboso. Tras la disolución del señorío en 1837, la villa quedó reducida a una pequeña localidad de regadío, cuyo término disminuyó aún más al separarse Alagón del Río en 2009. De su importante pasado queda en pie la muralla de Galisteo, que todavía rodea completamente la parte antigua de la villa, y junto a la cual se encuentra la torre del homenaje conocida como La Picota, considerada como el mayor símbolo del municipio.

## Toponimia
El nombre parece ser topónimo variación dialectal de la voz "Galilea".

## Símbolos
El escudo y la bandera de Galisteo fueron aprobados mediante la "Orden de 12 de junio de 1989, de la Consejería de la Presidencia y Trabajo, por la que se aprueba el Escudo Heráldico y la Bandera del Municipio de Galisteo (Cáceres)", publicada en el Diario Oficial de Extremadura el 22 de junio de 1989, luego de haber aprobado el expediente el pleno municipal el 8 de mayo de 1987 y haber emitido informe favorable la Real Academia de la Historia el 24 de junio de 1988.
El escudo se blasona oficialmente así:

Escudo Partido. Primero, de gules dos calderas ajedrezadas de oro y sable, puestas en palo, gringoladas de seis sierpes de sinople salientes de sus asas. Segundo, de plata una muralla de piedra, almenada y mazonada de sable, con una puerta en ella, y detrás una torre cuadrada, igualmente mazonada de sable, coronada de un chapitel octogonal. Al timbre Corona Real cerrada.

La bandera se describe así:

Cuartelado su paño, primero y cuarto rojo (sic), con dos calderas ajedrezadas de amarillo y negro, puestas en palo y gringoladas de seis sierpes verdes salientes de sus asas. Segundo y tercero blanco, con una muralla de piedra, almenada y mazonada de sable, y detrás una torre almenada y mazonada de sable.

## Geografía

### Localización
Galisteo, situada a 90 km al norte de la capital de la provincia de Cáceres y orillas del río Jerte que desemboca en la margen derecha del Alagón, y también regada por los arroyos de Matarranas y las Monjas. El término municipal de Galisteo se ubica entre los 6°13′22″ de longitud oeste y el paralelo 39° Llano, aunque con pequeñas ondulaciones y cerros, entre los que se encuentra el casco urbano de Galisteo. Las cotas entre las que se encuentra el término municipal varían entre los 222 m y 367 m, teniendo el casco urbano la altitud de 308 m según el vértice y el geodésico de 3.er orden, situado en la iglesia del pueblo. Los suelos son de tierra parda, aluviales.
Limita con los términos de Valdeobispo al norte, Carcaboso y Aldehuela de Jerte al noreste, Plasencia al este, Riolobos al sur y Montehermoso y Alagón del Río al oeste. Galisteo se encuentra entre Plasencia y Coria, a medio camino entre las dos localidades, distando de ellas 20 y 25 km respectivamente.

### Clima
El clima es mediterráneo continentalizado con temperaturas medias entre los 6 y los 8 °C en enero y los 26 y los 28 °C en julio. Es un clima bastante seco, contando con una precipitación media anual de entre 600 y 800 mm. Las precipitaciones son frecuentes en forma de lluvia; las precipitaciones en forma de nieve son ocasionales especialmente en los últimos 20 años.

### Orografía

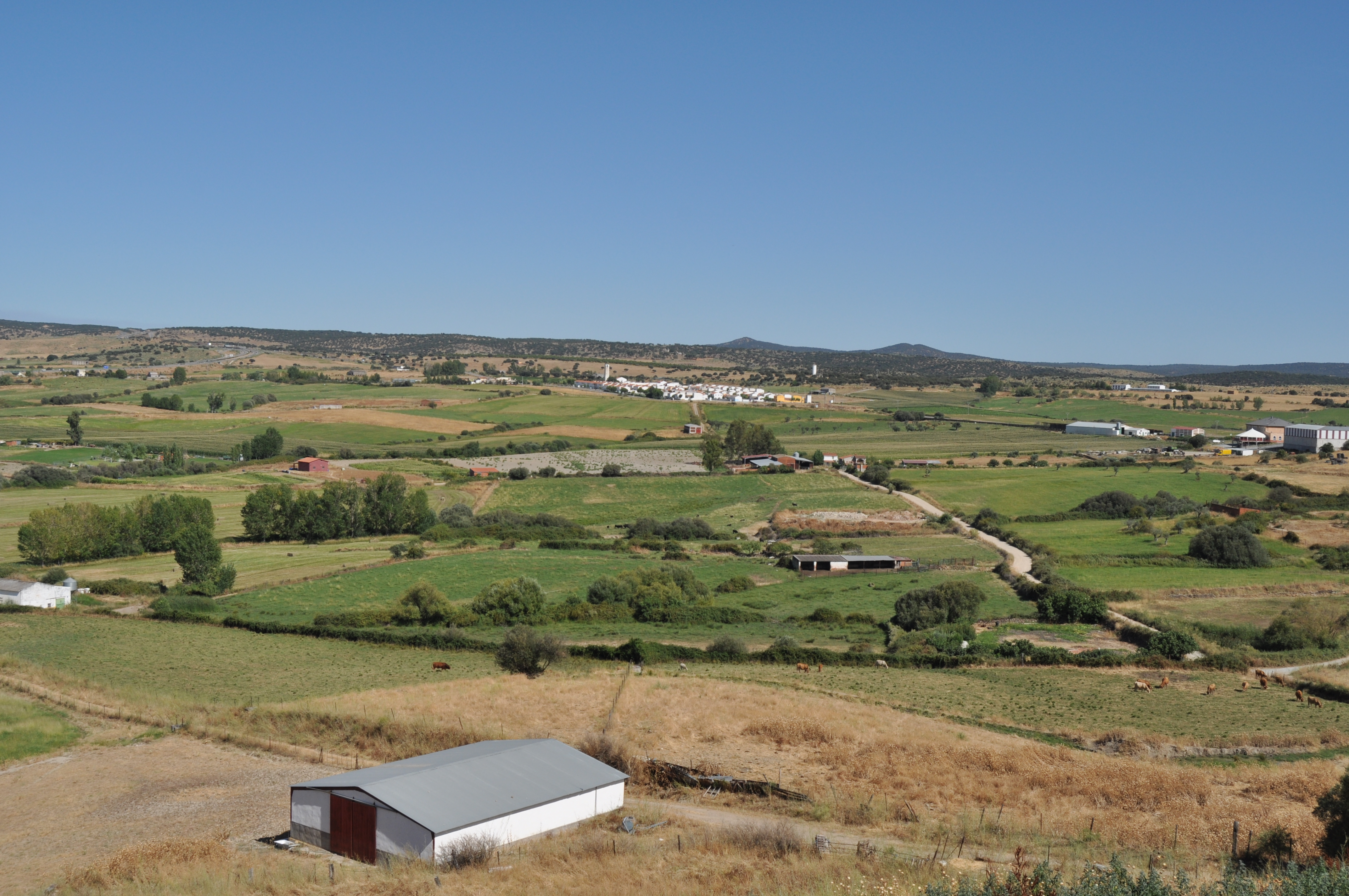
Paisaje entre Galisteo y San Gil, al fondo.

Galisteo se construyó en lo alto de una colina, con el fin de tener una posición privilegiada durante los numerosos encuentros bélicos que se sucedían. Ahora ya hay edificaciones en las laderas y a los pies de la misma.
La principal unidad de relieve del marco geográfico lo ocupan los ríos Jerte y Alagón, el primero afluente del segundo, confluye dividido en dos, dentro del municipio. Sus cursos son bastantes regulares aunque en época de lluvias su caudal aumenta en gran proporción desbordando el cauce en algunas ocasiones, produciendo la consiguiente inundación de las zonas aledañas a sus riberas.
Los suelos se dedican a encinar, pastos y tierras de labor, cultivándose además cereales, tabaco, algodón, espárragos, pimientos, hortalizas y árboles frutales.

## Historia

### Orígenes vettones
No cabe duda de que al estar comprendido dentro de la Vettonia (región que abarcaba las provincias de Salamanca, Ávila, Cáceres y parte de las de Valladolid, Segovia y Zamora, una porción de las de Toledo y Badajoz, y otra de Portugal), y dada la proximidad de Coria, ciudad fundada por estos, es posible que los vetones debieron de aprovechar la estratégica situación de la plaza; pero no hay constancia de ello, así como tampoco del nombre que le dieran los musulmanes que la ocuparon siglos después.

### Periodo romano
De los orígenes de la villa de Galisteo se conoce poco, pero si algo de cierto hay es que empezó siendo un "Casto" o campamento: fundado por los antiguos moradores de la estación romana de Rusticiana, en la Vía de la Plata camino de Emérita Augusta, actual Mérida. En estas estaciones se cambiaban los tiros de caballos para proseguir casi ininterrumpidamente la marcha. Rusticiana fue una "Mansio" o "Station", modernos estudios sitúan esta "Mansio" en el centro del cerro de las Brujas, a unos dos kilómetros de Galisteo. Próximo al arroyo Zarzoso, y cerca también de una alamedilla denominada "Trampal ", que aún existe en la finca de Larios, con una laguna de abundante agua y que en la actualidad se la conoce con el nombre de "El Pantano". Con el paso del tiempo crecieron tanto sus habitantes que la mayoría de ellos, ganaderos, se apartaron un poco de la estación para defenderse de los frecuentes merodeos de tropas. Se agruparon en un campamento, después aldea... y al finalmente villa. Así nace Galisteo.

### Periodo islámico

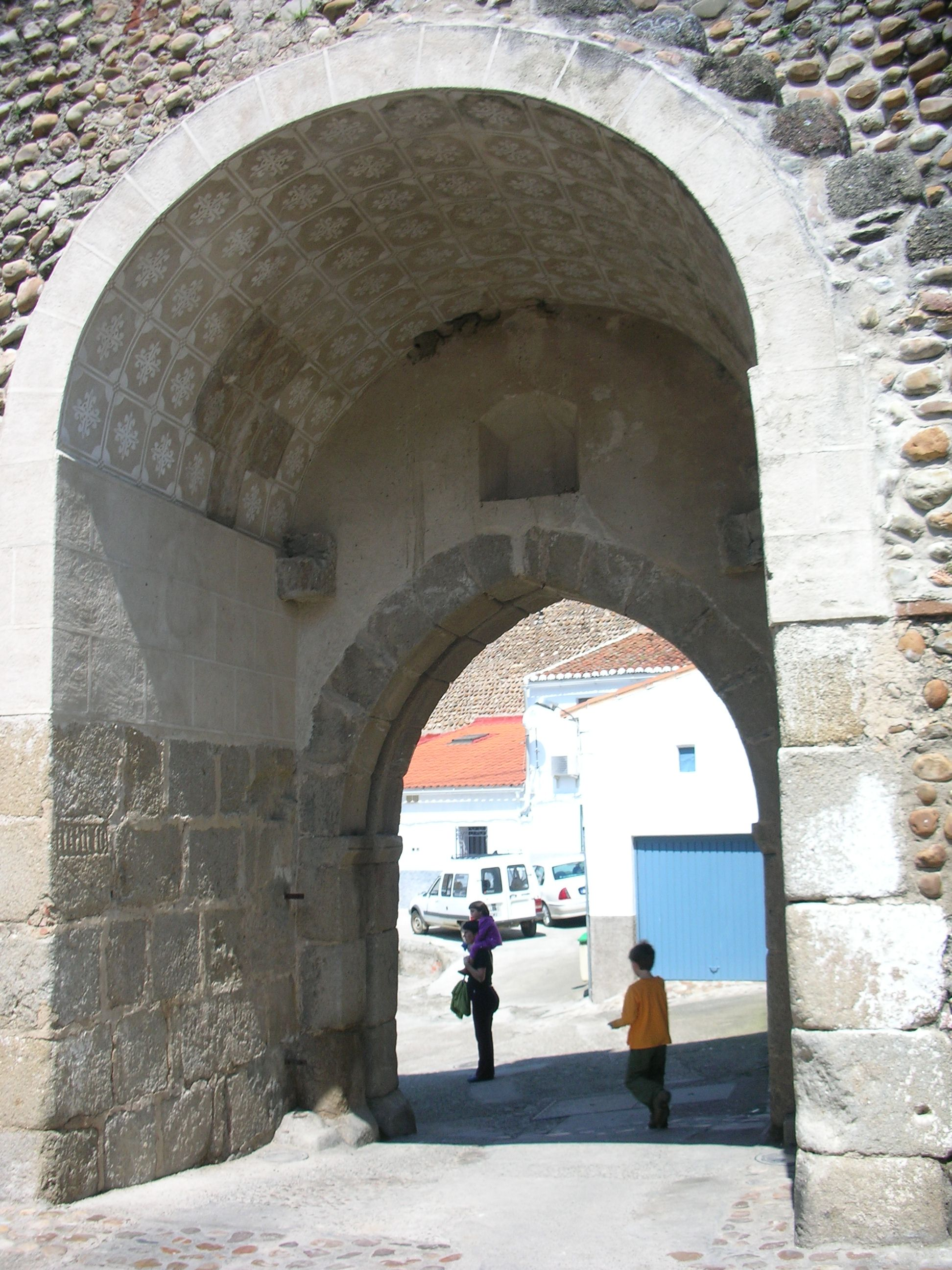
Una de las puertas de la muralla de Galisteo

Algunos historiadores admiten que fue la Medina Galisyah donde descansó Almanzor en el año 997 cuando iba a Galicia. Lo cierto es que Galisteo ya existe al comenzar la Reconquista, de lo que es prueba evidente su muralla, que es obra almohade.
Otros autores afirman, como hecho cierto, que la Medina Ghaliayah en la que descansó Almanzor cuando se dirigía con sus victoriosos ejércitos a Galicia siendo luego vencido por los cristianos en la batalla de Calatañazor, donde resultó herido y murió a los pocos días en Medinaceli, esta Medina Ghaliayah, situada en la margen izquierda del río Jerte, se trataba de lo que hoy es Galisteo; pues que existía el recinto fortificado con murallas, está claro, ya que la traza es árabe, ignorándose qué nombre dieron estos a la fortaleza y qué fracción de invasores estuvo primeramente y construyó las murallas citadas y el alcázar, pues los primeros árabes, con gran número de bereberes que ocuparon la península en su casi totalidad en el año 711, aunque esta no aceptó plenamente la autoridad del Califato Omeya hasta el año 714. Cabe la posibilidad de que fueron los omeyas o los almorávides, que vinieron posteriormente, quienes ocuparan por esos tiempos la fortaleza o la construyeran.
Durante la época de Al-Ándalus, al parecer servía del centro desde el cual se organizaban y llevaban a cabo incursiones guerreras o de saqueo contra otras regiones limítrofes, frecuentes en aquella época.

### Edad Media

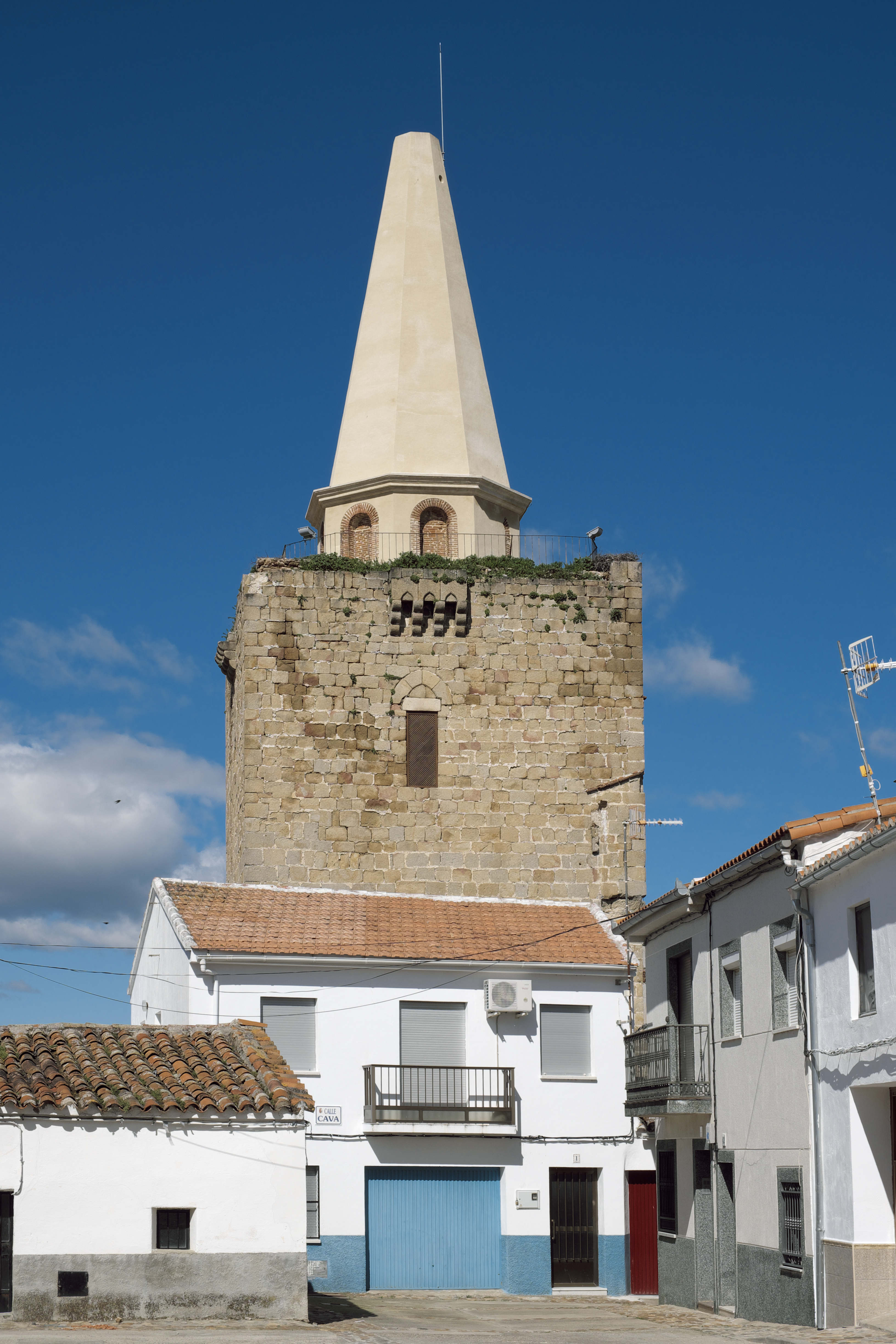
La Picota, torre de la villa de Galisteo.

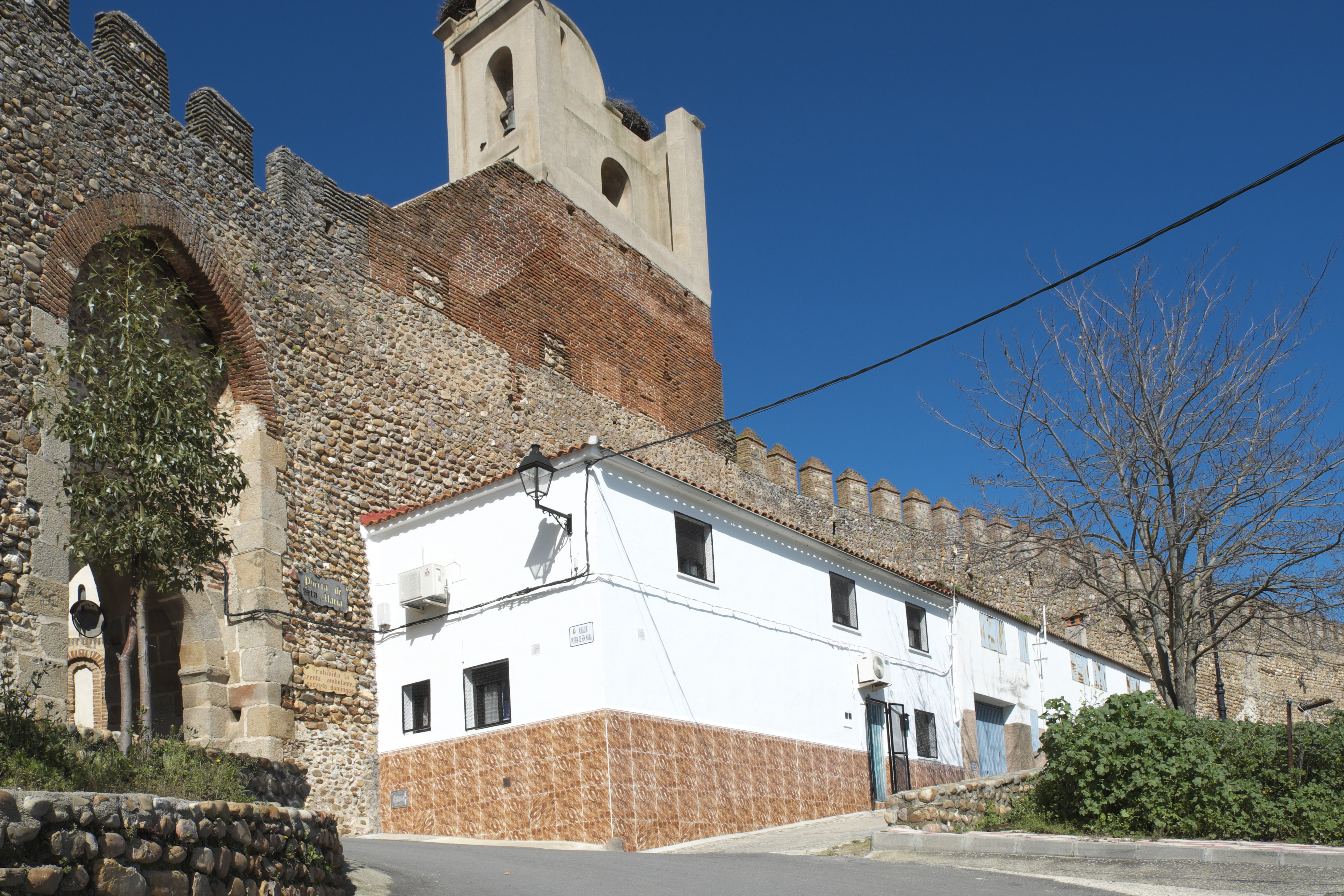
Espadaña de la iglesia y puerta de Santa María

Fue visitada y pasaron por Rusticiana, además de por muchos reyes y caídes moros, por Fernando II, Alfonso IX, Fernando III el Santo, Juan II y los Reyes Católicos en las jornadas gloriosas de las tomas de Cáceres, Coria, Córdoba, Sevilla y por último Granada.
De aquí, como antes se dice, se supone pueda arrancar agrupación, cuyo nombre se desconoce y que posteriormente se llamaría Galisteo, cabeza del señorío que formaron los pueblos de Montehermoso, Pozuelo, Baños de Montemayor, Guijo de Galisteo, Aceituna, Riolobos, Holguera, Rinconada, Malpartida, Aldehuela y Carcaboso. Más tarde el señorío aumentó con el Arquillo, Pasarón y Torremenga.
Tras los importantes avances realizados por Alfonso VI de León en la Reconquista, Galisteo queda primeramente integrado en el Reino de León si bien las posteriores ofensivas musulmanas hacen retroceder la frontera hacia el norte quedando Galisteo en zona fronteriza entre las fuerzas musulmanas y las leonesas. La definitiva ofensiva de Alfonso IX de León con la toma de Alcántara en 1213, apuntala definitivamente la pertenencia de Galisteo al Reino de León.

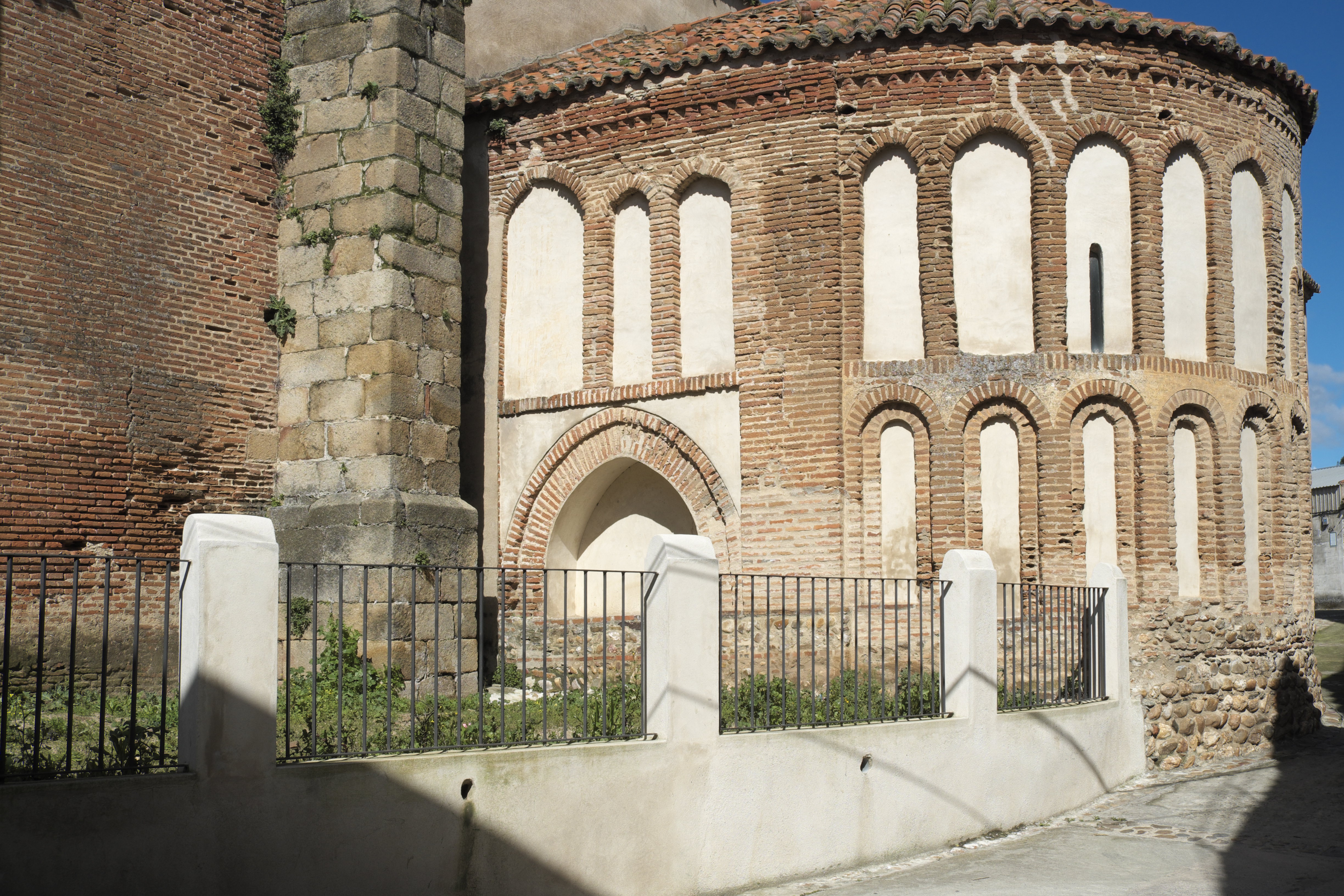
Ábside mudéjar de la iglesia

La importancia de Galisteo en este periodo es clave, ya que en el contexto de guerra entre los reinos de León y Castilla se convierte en el último bastión del Reino de León en la zona para hacer frente a Plasencia, que quedaba dentro de Castilla, jugando un papel clave el hecho de que fuesen ciudades fortificadas ambas. De la pertenencia al Reino de León de Galisteo queda como legado la pertenencia de la localidad al Obispado de Coria, que agrupa los territorios históricamente leoneses de la provincia de Cáceres, mientras que el de Plasencia agrupa a los históricamente castellanos. Galisteo llegó a tener voto en las Cortes Leonesas hasta que, tras las últimas cortes de este reino celebradas en 1349, deja de tener voto al pasar a reunirse en cortes conjuntas las coronas de León y Castilla, reduciéndose a 17 las ciudades con derecho a voto. Galisteo queda entonces bajo la influencia de Salamanca. Así continuó Galisteo asumiendo todas las vicisitudes del reino, hasta el 4 de julio de 1268 en que desmembrado del conjunto, es adjudicado por Alfonso X el Sabio a su hijo Fernando de la Cerda, como se explicará. A la liberación por los cristianos de estas tierras existía según Mélida- en lo que se llamó Galisteo, un castillo convertido luego en palacio. Este castillo es reconstrucción del árabe, como lo prueba un blasón o escudo con su media luna grabado en piedra, que luce, aunque bastante deteriorado, sobre el arco escarzano de la entrada al recinto. Esta torre, castillo o palacio, fue reconstruida por el conde de Osorno, al mismo tiempo que por mandato de este conde construyó el curioso campanil o torre estaría de la villa de Pasarón de la Vera, con un remate octógono de idénticas características al de Galisteo. A este castillo o palacio, desde hace siglos se le conoce con el nombre de "La Picota", llamándose "pericutín" a la picota de la villa.
El erudito Eugenio Escobar, arcediano de Coria y deán de Plasencia, se esfuerza en demostrar que la fundación de Galisteo es obra posterior a la liberación del territorio Circum Alagum, a poco de iniciarse la reconquista de ambas Transierras, fundamentando su creencia, en que no se nombra en ningún documento público Galisteo, hasta el 28 de marzo de 1217 cuando el rey Alfonso IX de León donó Alcántara y su fortaleza a la Orden de Calatrava, y al reseñar en el privilegio su término municipal cita a Galisteo, además de otras muchas aldeas, lugares y villas enclavadas en dicha demarcación:

Sitcut villa ipsa dividit cum Portugal, cum Cauria, cum Galisteo, cum Alconetar et cum Sarracenis
Alfonso X

A primeros de enero de 1221, el obispo de Coria Arnaldo y Rodrigo Pérez de Villalobos, reunidos en Galisteo, llevaron a efecto la división de límites entre Granada y Palomero, que el rey les había ordenado. En el Real Archivo de Tombo, de Lisboa, se conserva (Graveta 1, marzo 4, número 22) la carta de Donación hecha por el rey de Portugal al Monasterio de Manzanaria, en junio de 1221. En dicho documento, al designar los límites del Concejo, dice: "Perillum locum obi pugnabimus cumillos de Galisteo, et fuit Martina Petrus Salvatorio'*.
Sin embargo se asegura que ya existía Galisteo con sus murallas y su suntuoso alcázar, Donde el rey leonés firma en 1221 un convenio con los Jerarcas de la Orden de Santiago, en virtud de la cual donaba a éstos las villas de Castrotorafe y Villafáfila, a cambio de la reconquistada Cáceres, que pertenecía a dichos límites desde el año 1170, por haber contribuido eficazmente a la liberación del grupo sarraceno en la indicada fecha.
En ese mismo año, 1229, por un privilegio otorgado por Alfonso IX, fue nombrada villa. Dicho privilegio decía así:

"Sabed que por hacer merced al lugar de Galisteo y vecinos de él, queremos y es nuestra voluntad que dicho lugar Galisteo, agora y de aquí adelante sea Villa, en sí y sobre sí y que en él se use y exerza la jurisdicción civil y criminal alta y baxa, mere mixto imperio, y se conozca de todas causas civiles y criminales, de cualquiera calidad y cantidad que sean, y tenga dicho lugar horca y cuchillo, cárcel y cepo y todas las otras insignias de jurisdicción, y se llame nombre e intitule y se pueda llamar a intitular Villa, y tenga, goce y use de todas las prerrogativas, privilegios derechos que han y tienen, usan y gozan, y puedan usar y gozar todas las otras villas de estos Reinos, entera y cumplidamente, sin que le falte ni mengüe cosa alguna. Otro sí: Ordenamos queremos que en el otro lugar tenga un Alcalde Mayor para que por Nos y en nuestro nombre use y administre la jurisdicción en el otro lugar y sus términos, que en las causas de cualquiera calidad que sean, tan solamente 
pueden y conozcan el dicho Alcalde Mayor."

El 16 de enero de 1235, el papa Gregorio IX confirma a la orden de Alcántara "posesiones quas gabelis apud Galisteum". El rey Fernando III, en Sevilla, el 8 de agosto de 1250, dividió los términos entre Galisteo y Santa Cruz. Resultando de tales citas y de los estudios verificados, que entre 1209 y 1217 fue cuando Galisteo adquirió nombre definitivamente. Tuvo Galisteo representación en las Cortes del Reino y prestigiosos arcedianatos en la catedral de Coria. Liberada en 1227 por Alfonso IX, Cáceres y todos los territorios pertenecientes a la diócesis cauriense, comienza una nueva existencia, con personalidad propia y definida para Galisteo y toda su comarca, que pasa a la corona de León y Castilla, a partir de ahí, puede decirse que la trayectoria de Galisteo puede dividirse en tres etapas perfectamente diferenciadas, feudales todas: de los Infantes (1268-1429), de los Manrique de Lara (1429-1722); y de los duques del Arco, Montellano y Fernández (1722-1880).

### El señorío de Galisteo

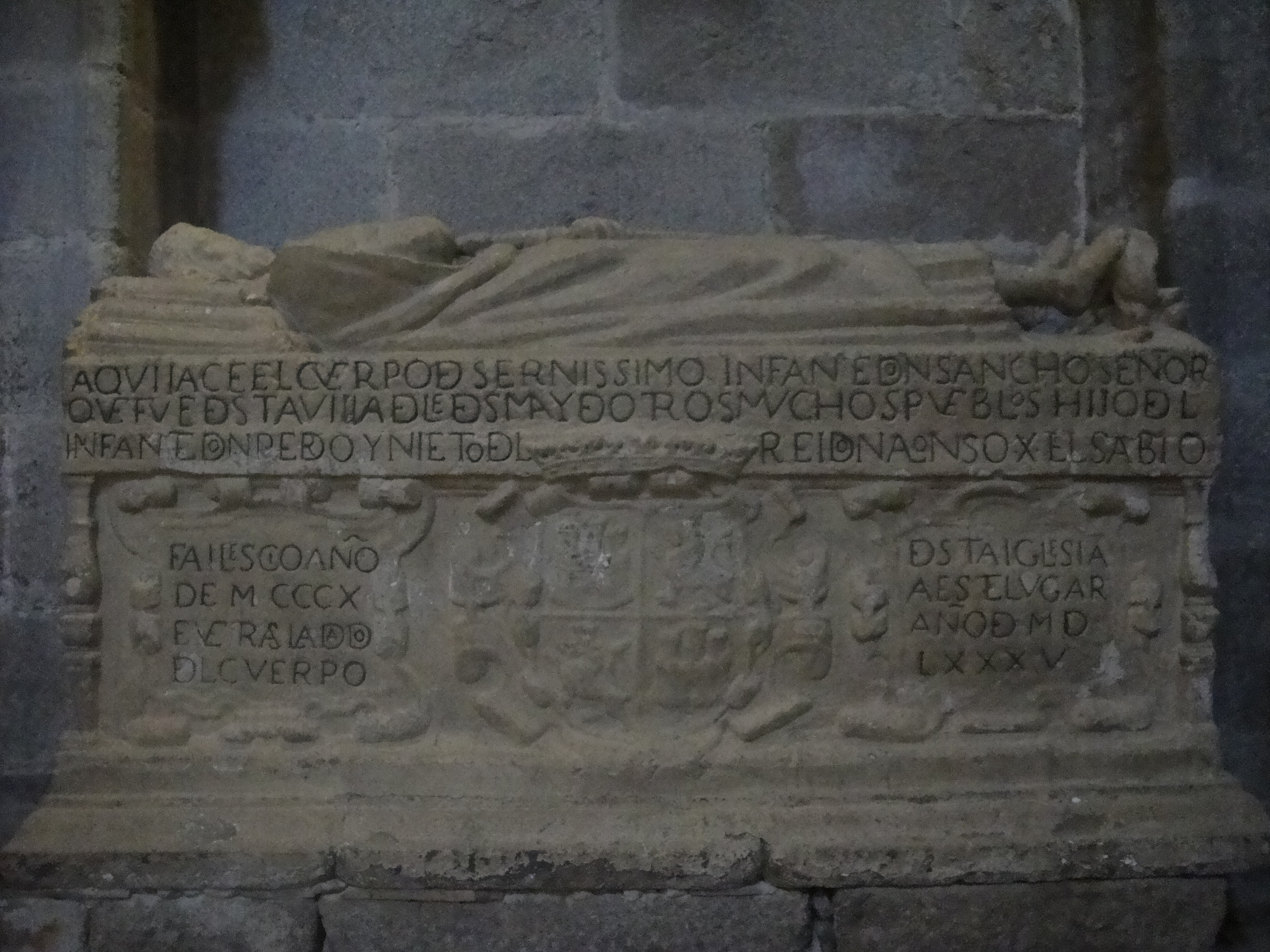
Sepulcro de Sancho de Castilla el de la Paz en la iglesia de Sta. María la Mayor de Ledesma (provincia de Salamanca)

En 1268 el rey Alfonso X de Castilla entregó la villa de Galisteo y otros lugares a su hijo primogénito y heredero del trono, el infante Fernando de la Cerda, que falleció en 1275. Y hay constancia de que en 1282 ya era señor de Galisteo el infante Pedro de Castilla, que también era hijo de Alfonso X y de la reina Violante de Aragón. El infante Pedro de Castilla también fue señor de Ledesma, Cabra, Alba de Tormes, Montemayor del Río, Salvatierra, Miranda del Castañar y Granadilla, y también poseía toda la ribera del Río Coa y las villas de Sabugal, Castelo Rodrigo, y Alfaiates, que actualmente se encuentran en territorio portugués.
Y a la muerte del infante Pedro, que falleció en octubre de 1283, la mayoría de sus señoríos fueron heredados por su único hijo legítimo, Sancho de Castilla el de la Paz, que falleció en 1312 sin dejar descendencia legítima, por lo que a su muerte todos ellos, incluyendo los de Galisteo y Ledesma, volvieron a la Corona, durante el último periodo del reinado de Fernando IV, que era primo carnal de Sancho de Castilla el de la Paz.
En 1429, el rey Juan II hizo merced del señorío de Galisteo a García Fernández Manrique, conde de Castañeda, señor de Aguilar de Campoo y de Osorno, uno de cuyos herederos obtuvo en 1451 el título de conde de Galisteo, título que se elevó a ducado en 1631. A él pertenecen los pueblos de Pasarón, Pozuelo, Torremenga, Montehermoso, Baños, Riolobos, Holguera, Aldehuela, Carcaboso, Valdeobispo y Aceituna.
El engrandecimiento del señorío produjo en él obras públicas de utilidad general. Destacó entre los benefactores de ellas el duque Garcí Fernández Manrique de Lara, III conde de Osorno. Con él se construyeron las obras más importantes de la Villa de Galisteo.

### Los judíos en Galisteo
Desde principios de nuestra Era ya había judíos en España, y uno de los primeros asentimientos, aparte de los de las zonas Tarraconense y Baleares, fue Mérida, donde hubo una colonia bastante numerosa, desarrollando múltiples actividades artesanales, comerciales y bancarias. Con motivo de la gran diáspora que tuvo lugar tras la destrucción de Jerusalén a manos del futuro emperador Tito, en el año 70 de nuestra era, llegaron, por el siglo II, a Mérida, entonces capital de Lusitania, varias familias, y entre las principales la de un tal Justinus, dedicado al comercio de sedas, paños y cueros, y posteriormente la de Baruj, tejedor y bordador experto, de cuya descendencia hubo médicos afamados y buenos economistas. Se constituyeron en aljamas (del árabe Al Chamaha, y del hebreo Canal) y éstas a su vez en juderías, barrios separados de los cristianos, generalmente con una sola puerta de acceso en muchos casos, y cuya llave posteriormente, era custodiada por el corregidor durante la noche dando origen a las nuevas juderías, no segregadas del resto de población.
Bajo el reinado de Sisebuto (621) este obligó a los judíos bautizarse, bajo pena de excomunión; pero el IV Concilio de Toledo, en el año 633, desautorizó esa conducta. Alfonso X, muy posteriormente, instauró el cargo de Rabí Mayor, que estaba por encima de las aljamas, con autoridad sobre todos los judíos del reino. Sus funciones estaban relacionadas con el campo de la justicia y con el reparto de impuestos entre las aljamas. Según J. Luis Lacabe, en el siglo XIV existirían, entre Cáceres y Badajoz, unas sesenta y tres juderías, y entre ellas estaría la de Galisteo. Al ser abundantes los caseríos judíos en esta región probablemente, este sería uno de ellos, donde los árabes posteriormente construyeran el fuerte con sus murallas y alcázar.
Queda, pues, hasta el momento por aclarar con exactitud quiénes fueron los primeros en ocupar el montículo donde está ubicado la villa de Galisteo, aunque la conjetura más aceptable, aparte de la de los moradores de Rusticiana, pueda ser la que se cita anteriormente, o sea, que los árabes construyeran las murallas sobre el hipotético poblado judío, y aceptasen la denominación dada por éstos al poblado, aunque al traducirla y utilizarla imprimieran alguna modificación complementaria. Con el tiempo, el topónimo quedaría reducido al nombre porque el pueblo ha sido siempre conocido: Galisteo.

### Conquista americana
La participación de Galisteo en la conquista americana no fue numerosa ya que solamente 9 de sus habitantes pasaron a las tierras americanas. Como figuras representativas de esa emigración que salió de Galisteo en el siglo XVI, un tal Juan Hidalgo y un tal Juan Jiménez, participaron en la conquista de Venezuela y son, hasta ahora, de los que se tienen noticias de sus actuaciones castrenses.

### Edad Contemporánea

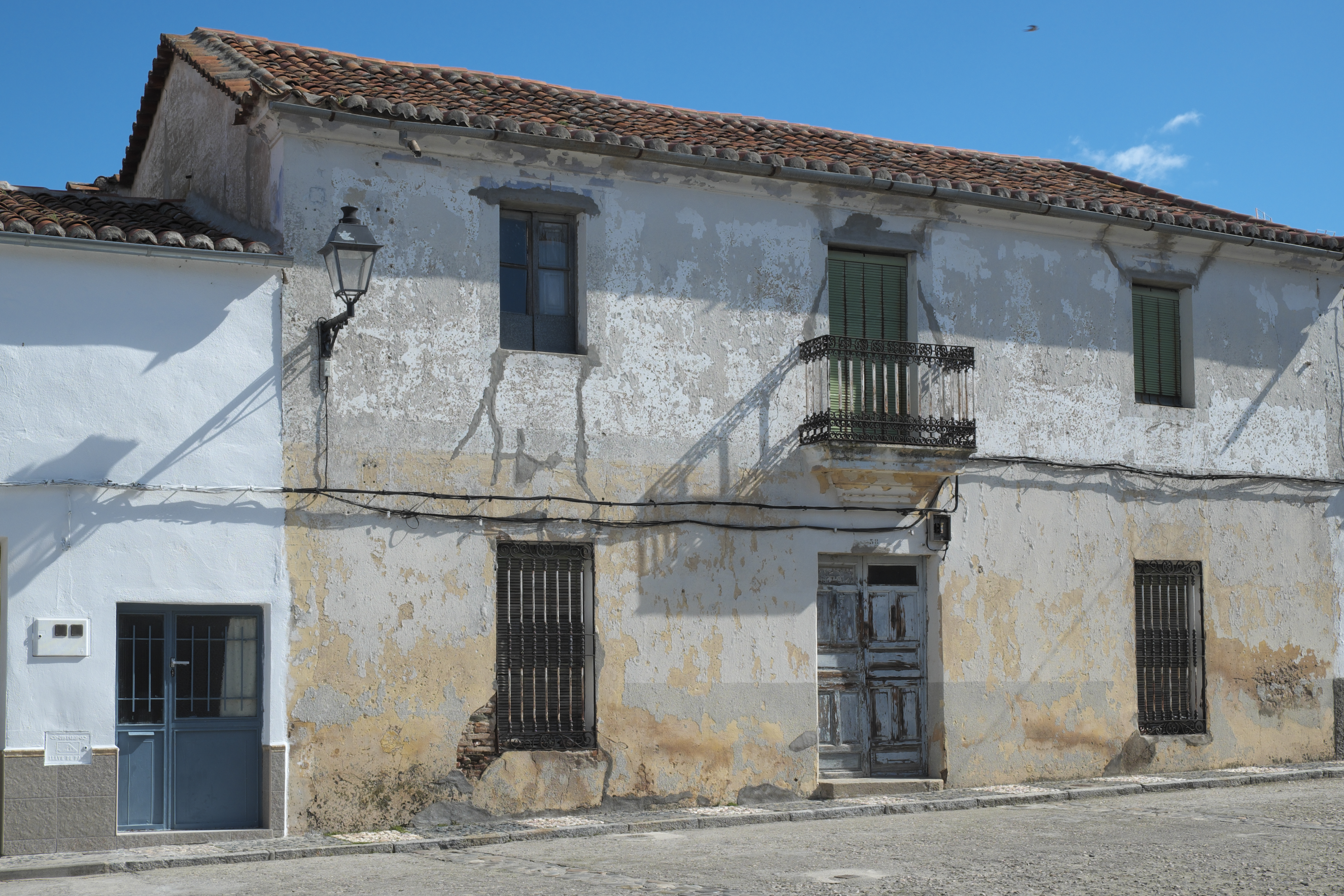
Casa típica en la parte antigua de la villa

En el siglo XIX vino la decadencia; se enajenaron los bienes nobiliarios con la duquesa del Arco y Montellano, llegándose a vender hasta la suntuosa casa palacio, símbolo del Señorío.
A la caída del Antiguo Régimen la localidad se constituye en municipio constitucional en la región de Extremadura, desde 1834 quedó integrado en el partido judicial de Plasencia. En el censo de 1842 contaba con 220 hogares y 1205 vecinos.

## Ayuntamiento
| Partidos políticos en el Ayuntamiento de Galisteo (2011-2015) |            |
| Partido político                                              | Concejales |
| Partido Popular-Extremadura Unida (PP-EU)                     | 4          |
| Partido Socialista Obrero Español (PSOE)                      | 3          |
| Grupo Independiente de Galisteo (GIG)                         | 2          |

## Economía
La ganadería está compuesta por especies de ganado bovino, ovino y porcino. Galisteo cuenta con pequeñas industrias alimentarias, de construcción y de embalajes.

## Demografía
Galisteo cuenta con una población de 835 habitantes (INE 2024).
| Gráfica de evolución demográfica de Galisteo entre 1842 y 2021 |
| |
| Población de derecho según los censos de población del INE Población de hecho según los censos de población del INEEn 2009 disminuye el término del municipio porque independiza a Alagón del Río |

Aunque en la gráfica se observe una fuerte caída en la población entre 2001 y 2010, hay que aclarar que el descenso de población se debe a la independencia de Alagón del Río. Este nuevo municipio registró en el censo de 2010 879 habitantes, que sumados a los 1095 de Galisteo en aquel momento harían 1974 habitantes, tan solo catorce habitantes menos de los que había en el municipio unido en 2001.

## Pedanías
La pedanía más importante fue Alagón, un poblado de colonización que contó con la categoría de entidad local menor hasta 2009, cuando se independizó bajo el nombre de Alagón del Río, reduciendo este hecho a la mitad la población oficial del municipio. Se encuentran también en el término municipal las fincas de Avarientos, Fuente del Sapo, El Rincón, Sartalejo y Viñuelas.

## Vías de comunicación
| Nombre                                 | Lugar de entrada al pueblo                  | Lugares a los que va |
| -------------------------------------- | ------------------------------------------- | --- |
| EX-A1 Autovía del Norte de Extremadura | Salidas 57 y 61                             | Comunica la localidad con Plasencia y Coria su dirección transcurre desde Navalmoral de la Mata (enlace con A-5 dirección Madrid) hasta Portugal (por Monfortino). |
| EX-108 Carretera de Alagón             | Oeste de la localidad, al sur de la muralla | Lleva a Alagón del Río, El Batán, Puebla de Argeme y Coria. Tiene salidas secundarias a Morcillo y Aldehuela del Jerte.                                            |
| EX-108 Carretera de Plasencia          | Este de la localidad, al sur de la muralla  | Lleva a San Gil y de ahí a la N-630, desde donde se puede ir a Plasencia.                                                                                          |
| CC-106 Calle Huerto de los Olivos      | Noroeste de la localidad                    | Lleva a Aldehuela del Jerte y de ahí a la EX-370, desde donde se puede ir a Carcaboso o a Plasencia.                                                               |
| Cañada Real Soriana Occidental         | Suroeste de la localidad                    | Lleva a Riolobos, con una salida secundaria a Rincón del Obispo.                                                                                                   |

## Servicios públicos
El pueblo cuenta con una biblioteca municipal pública, una oficina de información al consumidor, un registro civil, una secretaría, un servicio de dinamización sociocultural y una ventanilla única. El colegio público del pueblo es el CP Nuestra Señora de Fátima. Además, en Galisteo hay un IESO.

## Patrimonio
- Muralla de Galisteo. De estilo almohade que rodea al pueblo. Su perímetro está muy bien conservado y tiene tres puertas de entrada: la Puerta del Rey, la Puerta de la Villa y la Puerta de Santa María. Esta última es más monumental y se halla bajo un arco de descarga apuntado de ladrillo. Fue construida en el siglo XIII por los musulmanes y reformada posteriormente respetando el perímetro original.

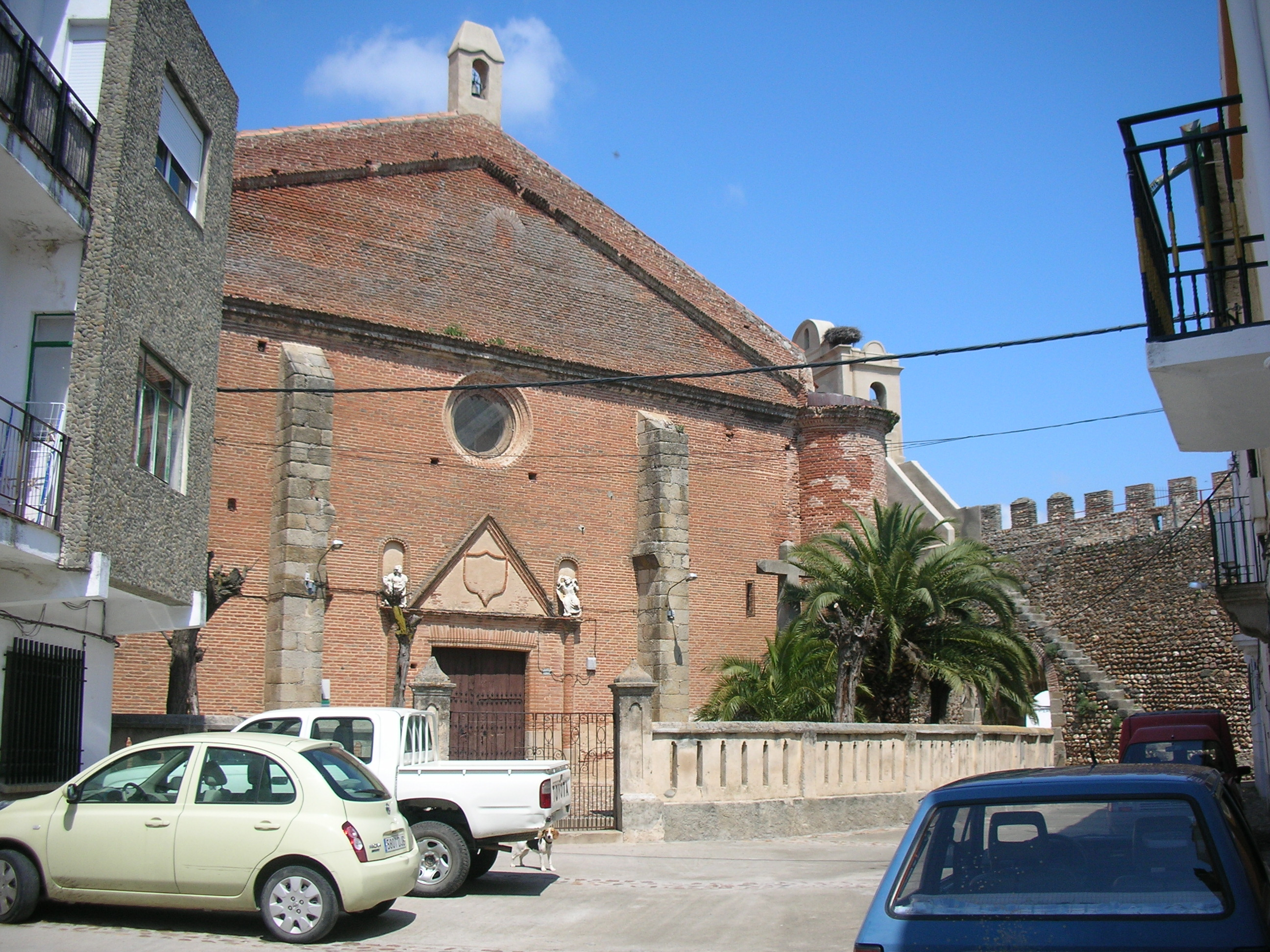
Iglesia de la Asunción

- Iglesia de la AsunciónIglesia de Nuestra Señora de la Asunción, que tiene un ábside semicilíndrico de estilo mudéjar y un campanario separado de la iglesia, frente al ábside y sobre la muralla. La iglesia original, de la que solo se conserva el ábside, fue construida en el siglo XIII. Fue reformada en el siglo XVI, y el hecho de que no se pudiera ampliar con el altar en dirección al este porque la muralla le estorbaba hizo que esta iglesia sea una de las pocas de la zona cuyo altar no mira al este. Su retablo mayor es del siglo XVIII.
- La Picota, restos de la torre del homenaje de Galisteo, del siglo XIV, llamada así por tener forma de pico, aunque en realidad es una pirámide octogonal.
- Puente. Mal conocido como Puente Romano. Es del siglo XVI y está situado sobre el río Jerte. Sabiendo la cronología podemos apreciar que es de tradición medieval y no romana.
- Ermita de San Isidro, al norte del pueblo, fuera de la muralla al norte del río Jerte. A San Isidro se le hace una romería el domingo más próximo al 15 de mayo.

## Cultura

### Fiestas locales
En Galisteo se celebran las siguientes fiestas:
- Jueves de Comadre (en Carnaval);
- Romería de San Isidro (en mayo);
- La Asunción (15 de agosto);
- El Niño Dios (24 de diciembre).

### Gastronomía
En la gastronomía del municipio destacan el arroz, las landrillas, la ensalada de patata, las patatas en vinagre, la chanfaina, las migas galisteas, la ensalada de matanza, el moje de trucha, la lengua a la galisteña, la menestra de verduras con bacalao, el frite galisteo y las criadillas de la tierra. Entre los dulces locales se encuentran los huevillos, los huesillos, las floretas, los buñuelos y las perrunillas.

## Deportes
El municipio cuenta con un campo de golf en la carretera de Montehermoso. Cuenta igualmente con gimnasio municipal, ciudad deportiva con piscinas al aire libre y un pabellón cubierto multiusos. Entre las competiciones deportivas del municipio destaca la San Silvestre de Galisteo, una carrera de atletismo que se organiza el 31 de diciembre en la localidad.
También cuenta con un equipo de fútbol sala federado en las JUDEX formado por los jóvenes cadetes del pueblo juntos con otros de Alagón del Río consolidando así el CD Galisteo dirigido por José Enrique Cuello.